# Латей, Пьер Франсуа
Пьер Франсуа Латей (фр. Pierre François Lataye; 1755—1827) — французский военный деятель, бригадный генерал (1806 год), барон (1809 год), участник революционных и наполеоновских войн.

## Биография
Начал военную службу 9 марта 1773 года в Королевском Краватском кавалерийском полку (будущий 10-й кирасирский), в котором и провёл всю боевую карьеру.
С началом Революции сражался в составе Северной, Центральной, Мозельской и Самбро-Маасской армий. В январе 1794 года отличился в бою у Кирхенполена, где во главе эскадрона атаковал и рассеял 400 прусских гусар, захватив множество пленных и заслужив похвалы генерала Сен-Сира. 16 июня 1794 года в деле у Госселье, что недалеко от Шарлеруа, множество раз атаковал несколько австрийских батальонов, поддерживаемых 7 орудиями и кавалерией. Затем преследовал беглецов с огромной энергией, а также смог захватить всю артиллерию неприятеля. Действия Латейя были отмечены генералом Журданом. В деле у Жульера смог отбить две пушки, потерянные ранее. 4 июля 1794 года получил сабельную рану в левую щёку в сражении при Нивеле, где обратил в бегство колонну из 300 австрийских гусар.
28 июня 1795 года возглавил эскадрон в 10-м кавалерийском полку, отличился в сражении 3 сентября 1796 года при Вюрцбурге, где выдержал шестичасовой артиллерийский обстрел, после чего в стремительной контратаке опрокинул превосходящую австрийскую кавалерию и несколько пехотных батальонов. 22 апреля 1797 года произведён в полковники, и встал во главе всего 10-го кавалерийского полка. В 1799 году служил в Дунайской армии. С 1800 года в составе Рейнской армии. 16 мая отличился недалеко от Эрбаха на Дунае, где он трижды атаковал линии австрийских гусар и улан, поддерживаемых тремя рядами тяжёлой кавалерии. Несмотря на шестикратное преимущество неприятеля, Латей не прекращал атак, всегда находясь в первых рядах. Его мужественное поведение стало примером для других французов, и вскоре австрийская кавалерия не выдержала, сломала строй и бросилась бежать, оставив в руках Латейя две пушки, которыми ранее завладели, и до нескольких сотен пленных. Генералы Коло, Легран, Сент-Сюзанн, Лакост и Левассёр, ставшие свидетелями это подвига, попросили у Первого консула Почётной сабли для полковника. При Гогенлиндене командовал резервной бригадой, и вновь проявил чудеса храбрости. С 1801 года находился в гарнизонах 5-го военного округа.
24 августа 1805 года его 10-й полк включили в состав новообразованной 2-й дивизии тяжёлой кавалерии Великой Армии. Принял участие в Австрийской кампании 1805 года. 31 октября у Браунау ему было приказано поддержать конных гренадеров Императорской гвардии, которые вели бой против огромной массы русской кавалерии. Полковник Латей с 10-м кирасирским сразу же бросился на врага и вынудил его поспешно отступить. 2 декабря при Аустерлице Латей также отметился умелыми действиями.
5 октября 1806 года был произведён в бригадные генералы, и из-за серьёзных проблем со здоровьем вышел в отставку. В 1815 году исполнял функции инспектора Национальной гвардии муниципального района Селесты.

## Воинские звания
- Бригадир (19 марта 1778 года);
- Фурьер (12 июля 1781 года);
- Старший вахмистр (20 июня 1784 года);
- Младший лейтенант (1 марта 1791 года);
- Лейтенант (25 января 1792 года);
- Капитан (26 октября 1792 года);
- Командир эскадрона (28 июня 1795 года);
- Полковник (22 апреля 1797 года);
- Бригадный генерал (5 октября 1806 года).

## Титулы
- Барон Латей и Империи (фр. baron Lataye et de l'Empire; декрет от 19 марта 1808 года, патент подтверждён 10 февраля 1809 года)[1].

## Награды
Легионер ордена Почётного легиона (11 декабря 1803 года)
 Офицер ордена Почётного легиона (14 июня 1804 года)
 Коммандан ордена Почётного легиона (25 декабря 1805 года)
 Кавалер военного ордена Святого Людовика (23 мая 1825 года)
- Почётная сабля